# Cultura Peiligang

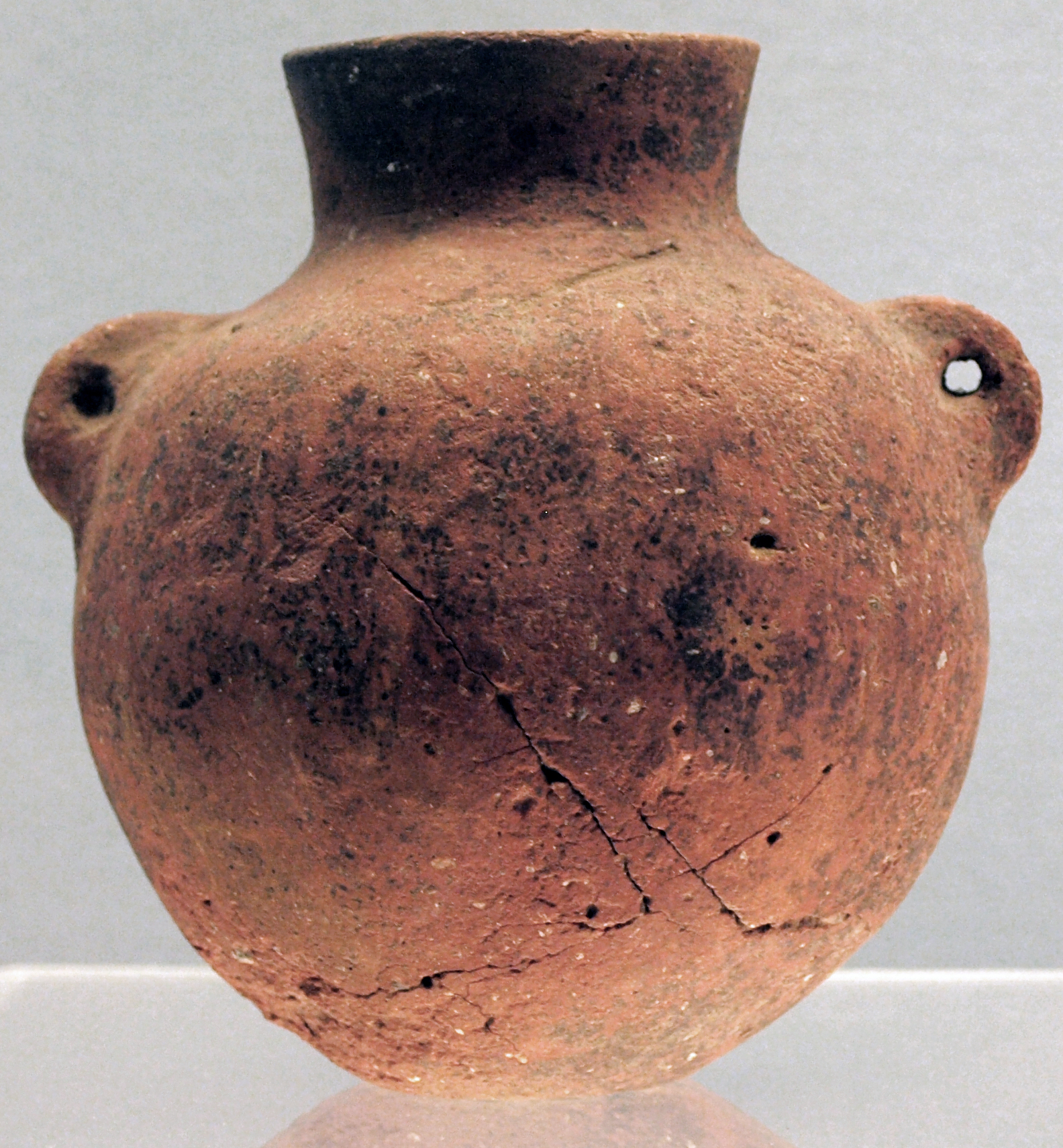
Un vas roșu cu două mânere asemănătoare cu niște urechi, aparținând Culturii Peiligang, datat 6000 î.Hr.-5200 î.Hr.

Cultura Peiligang (în chineză: 裴李崗文化) a existat din 7000 î.Hr. până în 5000 î.Hr. în China de astăzi, mai exact în provincia Henan din centrul Chinei. Până acum peste 100 de situri arheologice au fost atribuite culturii Peiligang. Cultura fost numită după satul Peiligang, acolo unde a fost descoperit în 1977 un astfel de sit. Arheologii consideră că această cultură era o societate egalitară, existând mici organizații politice.
Cultura Peiligang a practicat agricultura sub forma cultivării meiului și a creșterii porcilor, bovinelor și păsărilor. Peiligangienii au vânat cerbi și mistreți și au pescuit crapi în râul din apropiere, folosind plase fabricate din fibre de cânepă. De asemenea, această cultură este una dintre cele mai vechi de pe teritoriul Chinei care a practicat olăritul. Această cultură avea în mod obișnuit zone rezidențiale și cimitire, ca majoritatea culturilor neolitice. Artefactele obișnuite includ vârfuri de săgeți din piatră, vârfuri de lănțișoare, instrumente de piatră, cum ar fi dălți și seceri pentru recoltarea cerealelor și un sortiment larg de obiecte de ceramică pentru gătitul și depozitarea cerealelor.

## Jiahu
Cel mai vechi sit asociat cu cultura Peiligang este Jiahu. Există multe asemănări între grupul principal de așezări Peiligang și cultura Jiahu. Arheologii sunt împărțiți în legătură cu relația dintre Jiahu și grupul principal. Cei mai mulți sunt de acord că Jiahu face parte din cultura Peiligang. Câțiva arheologi indică diferențele, precum și distanța, crezând că Jiahu era un sit vecin care împărtășea multe caracteristici culturale cu Peiligang, dar era o cultură separată. Cultivarea orezului, de exemplu, a fost unică pentru Jiahu și nu a fost practicată în satele principalelor grupări Peiligang din nord. De asemenea, cultura Jiahu a existat cu câteva sute de ani înainte de oricare dintre așezările grupului principal al culturii Peiligang.